# سیارک ۱۲۲۷۰
سیارک ۱۲۲۷۰ (به انگلیسی: 12270 Bozar، نامگذاری:1990QR9) دوازده هزار و دویست و هفتاد و یکمین سیارک کشف شده‌است که در ۱۶ اوت ۱۹۹۰ کشف شد.
قدر مطلق سیارک برابر ۱۴.۸ است.